# Prêmio de Neurociência Matemática
O Prêmio de Neurociência Matemática (em inglês:  Mathematical Neuroscience Prize) é uma condecoração bianual da organização sem fins lucrativos Israel Brain Technologies (IBT). O prêmo é dotado com US$ 100.000 para cada laureado e visa condecorar cientistas que contribuíram mediante aplicação de análises e modelos matemáticos para o entendimento dos mecanismos neuronais de percepção, comportamento e pensamento.

## Premiados
| Ano  | Ganhador               | Universidade/Instituto                |
| ---- | ---------------------- | ------------------------------------- |
| 2013 | Larry Abbott           | Universidade Columbia                 |
| 2013 | Haim Sompolinsky       | Universidade Hebraica de Jerusalém    |
| 2015 | Nancy Kopell           | Universidade de Boston                |
| 2015 | George Bard Ermentrout | Universidade de Pittsburgh            |
| 2017 | Fred Wolf              | Max-Planck-Institut für Hirnforschung |
| 2017 | Misha Tsodyks          | Instituto Weizmann de Ciência         |
| 2019 | Naftali Tishby         | Universidade Hebraica de Jerusalém    |
| 2019 | John Rinzel            | Universidade de Nova Iorque           |